# Benjamín Villafañe Chaves
Benjamín Villafañe (San Ramón de la Nueva Orán, Salta, 3 de febrero de 1877 - Buenos Aires, 26 de diciembre de 1952) fue un abogado, escritor y político argentino, que ejerció como Gobernador de la Provincia de Jujuy entre los años 1924 y 1927.

## Biografía
Era hijo de líder unitario Benjamín Villafañe, que en ese momento estaba intentando crear una colonia agrícola en la actual localidad Rivadavia, en la región salteña del Chaco.
Cursó cuatro años de estudios en la Facultad de Derecho y Ciencias Sociales de la Universidad de Buenos Aires antes de regresar a su provincia natal. En 1901 fue nombrado Defensor de Pobres y menores, y al año siguiente fue juez de instrucción. Simultáneamente enseñó Historia y Geografía en el Colegio Nacional de Jujuy.
En 1909 fue elegido diputado provincial por el Departamento de Humahuaca y siete años más tarde por el Departamento de San Antonio. En 1918 fue presidente del Consejo General de Educación de la provincia. En 1920 fue elegido diputado nacional por la Unión Cívica Radical, identificándose con la fracción antipersonalista. En 1924 fue candidato a la gobernación de Jujuy por una coalición de conservadores y antipersonalistas, logrando la victoria.
Edificó una nueva cárcel en las cercanías de la capital, se construyeron escuelas en varias localidades, y se inauguraron las obras de agua corriente en las Humahuaca, Maimará y Tilcara. El gobierno nacional construyó el camino que actualmente forma parte de la Ruta Nacional 9 entre la Ciudad de Salta y San Salvador de Jujuy. La escultora Lola Mora decoró el edificio de la Casa de Gobierno provincial.
Durante su mandato se terminó el ferrocarril entre La Quiaca y Tupiza, completando la conexión entre la Argentina y La Paz.
Su gestión gozó de finanzas estables, que le permitieron encarar obras públicas en gran escala. No obstante, contrajo un empréstito de dos millones y medio de pesos con las empresas azucareras de la provincia, que años más tarde pesarían sobre la situación económica de los gobiernos que sucedieron al suyo. Entre otros usos que le dio a ese dinero, compró maquinaria para hilar lana de oveja, de llama y de vicuña, para instalarlas en Abra Pampa, en beneficio de los productores locales; no obstante, esa maquinaria terminó funcionando en la capital de la provincia, lejos de sus supuestos beneficiarios. Un uso útil que le dio a ese dinero fue retirar de circulación los "títulos del tesoro" que circulaban como cuasimonedas.
Durante su gestión, la provincia de Jujuy fue la primera del país en establecer el aguinaldo para todos los empleados públicos y maestros.
Por su iniciativa se creó la Conferencia de Gobernadores del Norte Argentino, que intentaba unir esfuerzos y aptovechar las experiencias de otros gobiernos. Pese a la espectacularidad de una reunión de ese tipo para esa época, no se lograron más avances que compartir ideas sobre proyectos de ferrocarriles y caminos.
Terminado su mandato, se unió al Partido Popular, el más importante grupo conservador de su provincia. Apoyó el golpe de Estado de 1930 y fue nombrado miembro del Directorio del Banco Hipotecario Nacional por el dictador José Félix Uriburu. Fue senador nacional por Jujuy entre 1932 y 1941, período durante el cual denunció el Escándalo del Palomar y de otros casos de corrupción, como el del puerto de Rosario y de la Corporación de Transportes de Buenos Aires. Denunció también el asesinato de un minero para apoderarse de la actual Mina Pirquitas. Se destacó como un defensor del proteccionismo económico. En 1941 fue nombrado miembro del Directorio del Yacimientos Petrolíferos Fiscales.
Falleció el 26 de diciembre de 1952 en Buenos Aires.

## Obra literaria
- La miseria de un país rico
- Nuestros males y sus causas (1919)
- Yrigoyen, el último dictador (1922)
- Política económica suicida (1927)
- Degenerados (1928)
- La región de los parias
- Lo que cuesta salvar una Provincia (1934)
- Chusmocracia (1937)
- La tragedia argentina (1943)
- El destino de Sud América (1944).
- El General Uriburu y la revolución de setiembre (1947).